# Día Mundial de las Abejas
El Día Mundial de las Abejas es una jornada que se conmemora el 20 de mayo desde 2018, fue establecida el 20 de diciembre de 2017 por la Asamblea General de las Naciones Unidas (AGNU).

## Proclamación
El Día Mundial de las Abejas fue proclamado el 20 de diciembre de 2017 por la AGNU, gracias a la iniciativa del Gobierno de Eslovenia y con el apoyo de la organización Apimondia. El objetivo de esta proclamación es aumentar la conciencia global sobre la importancia crucial de las abejas y otros polinizadores en el mantenimiento de la salud ecológica y humana, y destacar los desafíos significativos a los que se enfrentan estos polinizadores.
Las abejas y todos los polinizadores, juegan un papel importante de la vida en el planeta, dado que son las encargadas de polinizar las plantas que generan el alimento para los humanos y los animales en el planeta.

## Celebración
Este día se celebra anualmente el 20 de mayo, y fue seleccionado para coincidir con el aniversario del nacimiento de Anton Janša, quien fue un pionero esloveno de la apicultura moderna. La primera celebración tuvo lugar en 2018 y desde entonces se ha observado globalmente para promover acciones que protejan a los polinizadores y sus hábitats.
Con esta celebración se busca fomentar:
- Participación Comunitaria: Se promueve activamente el intercambio de conocimientos y el empoderamiento de pueblos rurales e indígenas, así como de las comunidades locales, quienes son a menudo guardianes y gestores de los hábitats de polinizadores clave.
- Incentivos Económicos: Se aplican medidas estratégicas, incluyendo incentivos económicos, para promover prácticas agrícolas y de gestión de tierras que favorezcan la conservación de los polinizadores y la biodiversidad.
- Colaboración Internacional: Se incrementa la colaboración entre organizaciones nacionales e internacionales, instituciones académicas y redes de investigación. Estos esfuerzos están dirigidos a mejorar la gestión, investigación y evaluación de los polinizadores y los servicios de polinización, cruciales para la seguridad alimentaria y la biodiversidad.[3]

## Temas
- 2018: First celebration of World Bee Day,  ('Primera celebración del Día Mundial de las Abejas')[7]
- 2019: Why bees matter? Protecting our pollinators is vital for our future of food!, ('¿Por qué importan las abejas? ¡Proteger a nuestros polinizadores es vital para nuestro futuro alimentario!')[8]
- 2020: Bee Engaged,  ('Comprométete con las abejas')[9]
- 2021: Bee engaged - Build Back Better for Bees, ('Comprométete con las abejas - Reconstruir mejor para las abejas')[10]
- 2022: Fundamental and Applied Research on the Biology of Bees and their Ecosystems, ('Investigación Fundamental y Aplicada sobre la Biología de las Abejas y sus Ecosistemas')[11]
- 2023: Health of bees and the ecosystem, ( 'Salud de las abejas y el ecosistema')[12]- Bee engaged in pollinator-friendly agricultural production, ('Comprométete con una producción agrícola amigable con los polinizadores')[13]
- 2024: Bee engaged with Youth, ('Comprométete con la Juventud')[14]